# Gyrpanetes pukuaba
Gyrpanetes pukuaba là một loài bọ cánh cứng trong họ Cerambycidae.